# Jehoasz
Jehojosz-Szlomo Blumgarten (ur. 16 września 1872 w Wierzbołowie, zm. 10 stycznia 1927 w Nowym Jorku) – żydowski poeta, tłumacz i leksykograf tworzący w języku jidysz. Autor nowego i pełnego tłumaczenia Starego Testamentu, którego wyszukany i archaizujący styl języka jidysz stał się nowoczesnym kanonem. Wydał słownik hebraizmów w języku jidysz i zbiory poezji: Naje szriften, In geweb.